# Solariella carvalhoi
Solariella carvalhoi is een slakkensoort uit de familie van de Solariellidae. De wetenschappelijke naam van de soort is voor het eerst geldig gepubliceerd in 1958 door Lopes & Cardoso.